# Betty Faria
Elisabeth Maria Silva de Faria, meglio conosciuta come Betty Faria (Rio de Janeiro, 8 marzo 1941), è un'attrice, danzatrice e showgirl brasiliana.

## Biografia
Betty Faria è figlia di un militare e di una casalinga. Nel 1965 ha fatto il suo debutto nel mondo dello spettacolo, sostenendo ruoli marginali in un film e in una telenovela. Negli anni successivi è stata spesso scelta come attrice protagonista, soprattutto in tv. La sua telenovela più celebre è Agua Viva, in cui ha interpretato una giovane donna contesa da due fratelli. Betty Faria è nota anche per la sua partecipazione alla telenovela Destini, pur non ricoprendovi la parte più importante: al suo personaggio però è stato abbinato un tema musicale divenuto poi una hit in Brasile, ovvero Deixa Chover di Guilherme Arantes. 
Negli anni 60 e 70 Betty Faria in tv è anche stata un'apprezzata showgirl, al fianco di personaggi come Dick Farney e Grande Otelo. 
Al cinema, Betty Faria è stata l'acclamata protagonista di Bye Bye Brasil. Ha invece ricoperto un cameo in Donna Flor e i suoi due mariti, la pellicola che ha lanciato Sônia Braga, cui è stata spesso contrapposta dai media.
Con la sua voce ha accompagnato importanti artisti musicali nelle loro incisioni: degna di menzione in tal senso la sua presenza nel brano O Canto de Ossanha, di Vinicius de Moraes. Negli anni '80 è apparsa nel videoclip di Come posso ancora amarti, canzone di Gianni Morandi presente peraltro nella colonna sonora italiana di Agua Viva.
Nel 2010 le è stata diagnosticata l'artrite reumatoide. 

## Vita privata
Betty Fariaha due figli, una femmina (l'attrice Alexandra Marzo) e un maschio, avuti rispettivamente dagli attori Claudio Marzo e Daniel Filho, rispettivamente suo primo e suo secondo marito. Nel 2000 ha sposato Franklin Thompson. Tutti i matrimoni sono terminati col divorzio.
Cresciuta in una famiglia cattolica, si è poi convertita al buddhismo.

## Curiosità
- Betty Faria è stata ospite di Gianni Minà nella trasmissione Blitz. [2]

## Filmografia

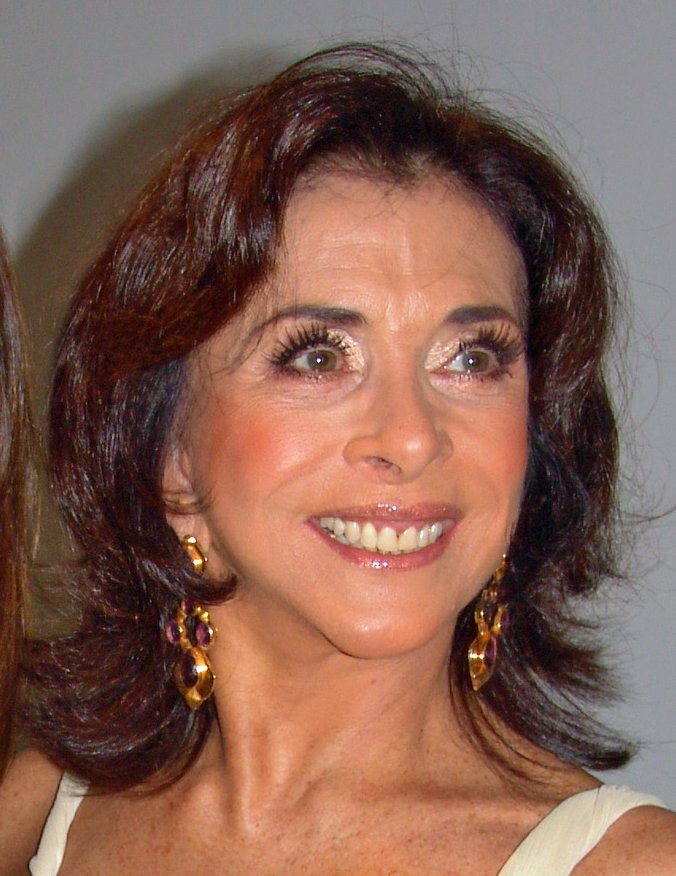
Betty Faria

### Televisione
- TNT (1965)
- Véu de Noiva (1969)
- Rosa Rebelde (1969)
- A Última Valsa (1969)
- Os Acorrentados (1969)
- O Homem que Deve Morrer (1970)
- A Próxima Atração (1970)
- Pigmalião 70 (1970)
- Cavalo de Aço (1973)
- O Bofe (1972)
- O Espigão (1974)
- Pecado Capital (1975)
- Roque Santeiro (1975)
- Duas Vidas (1976)
- Agua Viva (Água Viva) (1980)
- Destini (Baila Comigo) (1981)
- Elas por Elas (1982)
- Bandidos da Falange - miniserie (1983)
- Partido Alto (1984)
- Anos Dourados - miniserie (1986)
- Il cammino della libertà; altro titolo: La padroncina (Sinhá Moça) (Rede Globo) (1986)
- Tieta (1989)
- O Salvador da Pátria (1989)
- De Corpo e Alma (1992)
- Verão Quente (1993)
- Incidente em Antares (1994)
- A Idade da Loba (1995)
- O Campeão (1996)
- A Indomada (1997)
- Labirinto (1998)
- Pecado Capital (1998)
- Suave Veneno (1999)
- Alma Gêmea (2005)
- América (2005)
- Pé na Jaca (2006)
- Duas caras (2007)
- Uma Rosa com Amor (2010)
- Avenida Brasil (2012)
- A Força do Querer (2017)

### Cinema
- O Beijo, regia di Flávio Tambellini (1965)
- A Lei do Cão (1967)
- As Sete Faces de Um Cafajeste (1968)
- As Piranhas do asfalto (1971)
- Os Monstros de Babaloo (1971)
- Som, Amor e Curtição (1972)
- A Estrela Sobe (1974)
- O Casal (1975)
- Donna Flor e i suoi due mariti (Dona Flor e Seus Dois Maridos, 1976)
- O Cortiço (1978)
- Bye Bye Brasil, regia di Carlos Diegues (1980)
- O Bom Burguês (1982)
- Um Trem para as Estrelas (1987)
- Anjos do Arrabalde (1987)
- Jubiabá (1987)
- Romance da Empregada (1988)
- Lili, A Estrela do Crime (1988)
- Perfume de Gardênia (1992)
- For All - O Trampolim da Vitória (1997)
- Sexo, Amor e Traição (2004)
- Bens Confiscados (2004)
- Marlene de Sousa (2004)
- Chega de Saudade (2007)